# Diospyros susarticulata
Diospyros susarticulata är en tvåhjärtbladig växtart som beskrevs av Paul Lecomte. Diospyros susarticulata ingår i släktet Diospyros och familjen Ebenaceae. Inga underarter finns listade i Catalogue of Life.